# Lucky Dube

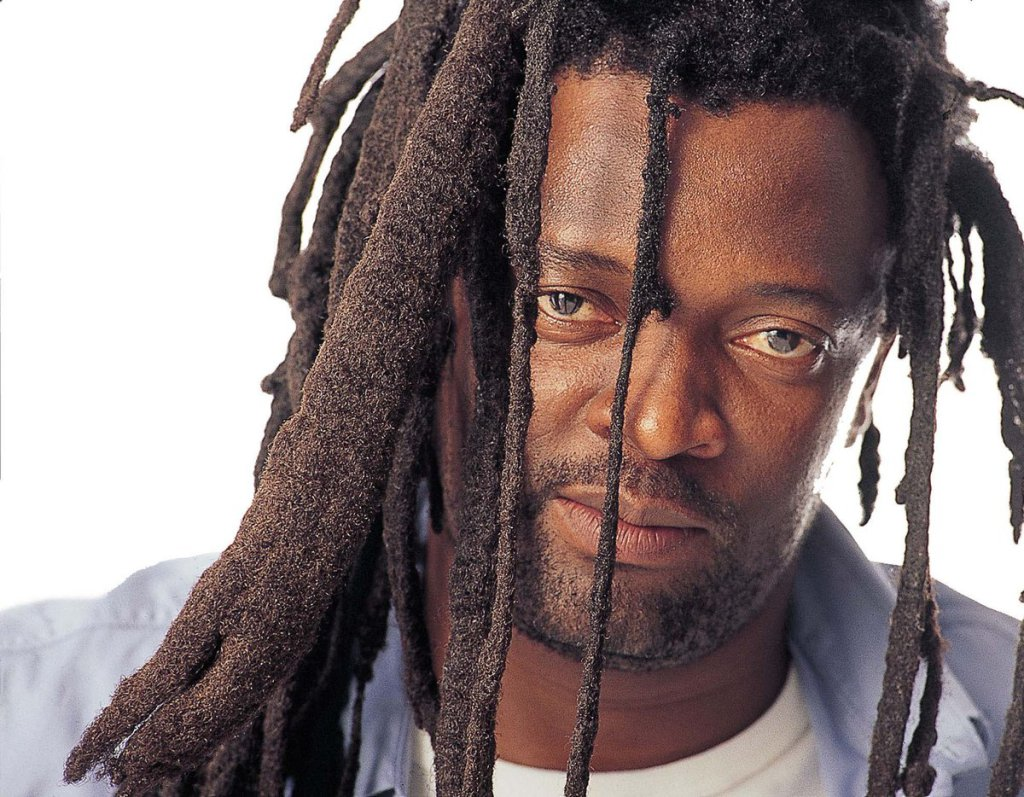
Lucky Dube

Lucky Philip Dube [ˈduːbe] (* 3. August 1964 in Ermelo, Südafrika; † 18. Oktober 2007 in Johannesburg) war ein südafrikanischer Reggae-Sänger, Pianist und Songwriter.

## Leben
Bereits als Schüler gründete Dube die Gruppe The Sky Way Band, die den zu Apartheid-Zeiten noch Township Jive genannten Mbaqanga spielte, der auf Zulu-Musik beruht. Er befasste sich aber auch mit Rock und jamaikanischem Reggae.
1983 erschien Dubes Debütalbum Lengane Ngeyetha. Die Auskopplung Baxoleleni machte den 19-Jährigen in Südafrika populär. Zum Soundtrack von Getting Lucky, in dem er auch als Schauspieler auftritt, trug er mit einigen Reggae-Songs bei. Da Dubes erstes Reggae-Album Rastas Never Die (1985) kritische Töne gegenüber der Apartheid anschlug, wurde es in Südafrika verboten. Nach den LPs Help My Krap (1986) und Slave (1988 mit der Band The Slaves) wurde Dube auch international bekannt und tourte durch Frankreich und die USA. Prisoner, ausgezeichnet mit zwei Platin-Schallplatten, gilt in Südafrika als das bestverkaufte Album zumindest der 1980er und 1990er Jahre und führte zu Dubes Auftritt beim Reggae Sunsplash Festival (1991). 1992 trat er beim WOMAD-Festival an der Seite von Peter Gabriel auf und wirkte in dem Film Voice in the Dark mit. 1993 brachte Dube das Album Victims heraus, von dem mehr als eine Million Exemplare verkauft wurden. Es erinnert mit seinem Wailers-Sound teilweise an Peter Tosh. Papa Wemba nahm mit seiner Band Molokai 1993 mit Lucky Dube als Gastmusiker an dem WOMAD-Festival und dem zweiten Tourabschnitt von Gabriels Secret World Tour als Vorgruppe teil.
1994 trennte sich Dube von der Begleitband The Slaves, die sich in Free at Last umbenannte. Dubes Album Trinity von 1995 sollte einen Neubeginn darstellen und erhielt positive Kritiken.
Am 18. Oktober 2007 wurde Lucky Dube im Beisein eines Sohnes und einer Tochter im Johannesburger Stadtteil Rosettenville von Unbekannten, die wahrscheinlich sein Auto zu rauben versuchten, auf offener Straße erschossen. Sein Tod eröffnete eine Debatte über die innere Sicherheit in Südafrika.
Er war drei Mal verheiratet und hatte sieben Kinder. Seine Töchter Nkulee und Sisa sind ebenfalls als Reggae-Sängerinnen aktiv.
Dube galt als Vertreter des Mainstream-Reggae, auch wenn er diesen mit Mbaqanga-Elementen anreicherte, und zählt auch über seinen Tod hinaus zu den weltweit populärsten Reggae-Musikern.

## Auszeichnungen
- 2000: Kora All African Music Awards in der Kategorie Bestes Video[3]

## Filmografie (Auswahl)
- Lucky Dube – Live in Concert (Live-Konzert)
- Lucky Dube – Live in Uganda (Live-Konzert)
- Best of African Reggae Live (Live-Konzert)
- The Man the Music (Dokumentation)
- Thola Inhlanhla / Getting Lucky (Spielfilm)
- Voice in the Dark (Spielfilm)
- Lucky Strikes Back (Spielfilm)

## Diskografie (Auswahl)
- 1981: Lengane Ngeyethu
- 1982: Kudala Ngikuncenga
- 1983: Kukuwe
- 1984: Abathakathi
- 1985: Ngikwethembe Na?
- 1987: Umadakeni
- 1984: Rastas Never Die
- 1985: Think About the Children
- 1986: Help my krap
- 1987: Slave
- 1988: Together as One
- 1989: Prisoner
- 1989: Captured Live
- 1991: House of Exile
- 1993: Victims
- 1995: Trinity
- 1996: Serious Reggae Business (Kompilation)
- 1997: Taxman
- 1999: The Way It Is
- 2001: The Rough Guide to Lucky Dube (Kompilation)
- 2001: Africa’s Reggae King
- 2001: Soul Taker
- 2003: The Other Side
- 2006: Respect
- 2012: Life and Times (Kompilation)
- 2017: The Times We’ve Shared (Kompilation)